# Ole Rømer Aagaard Sandberg (godsägare)

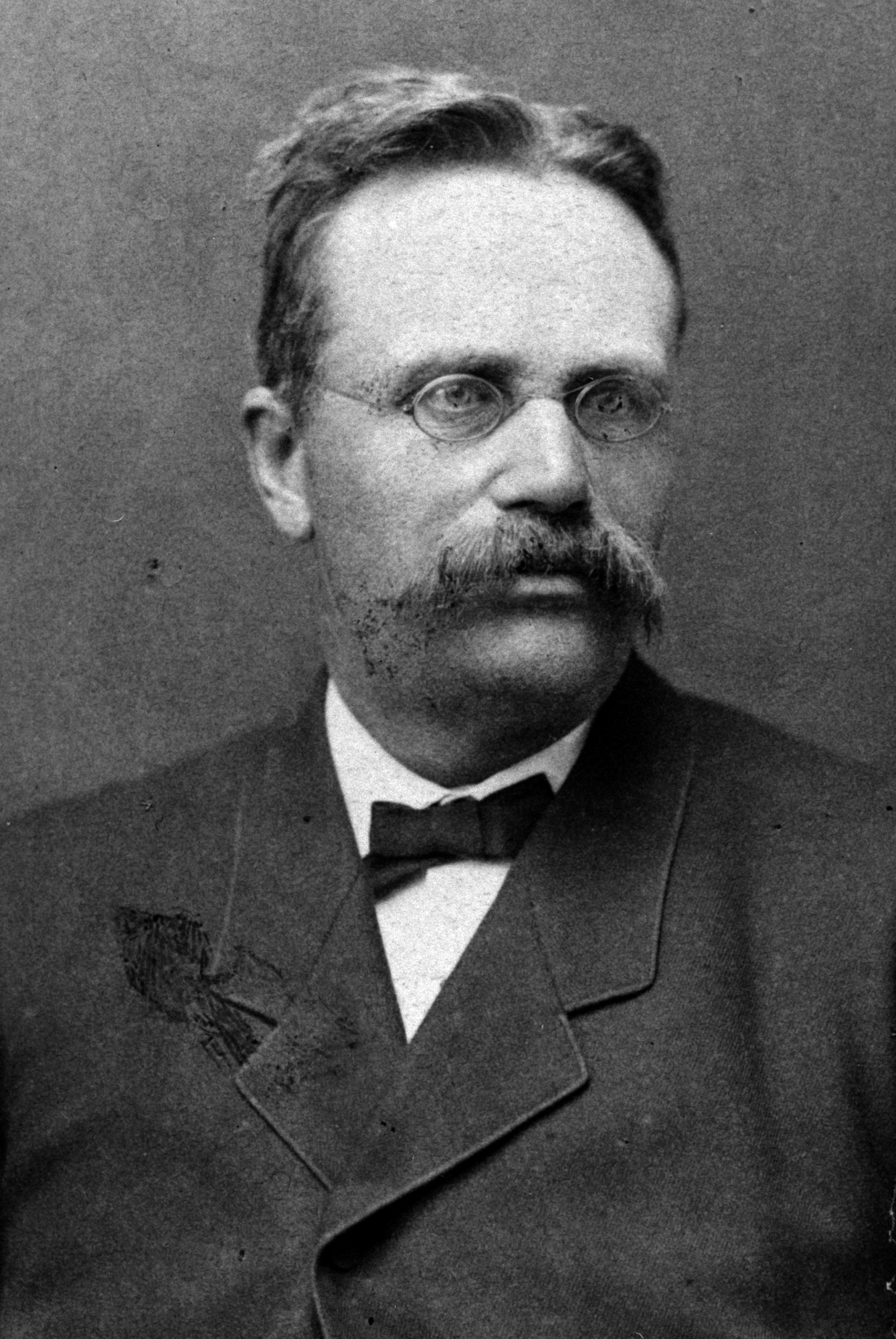
Ole Rømer Aagaard Sandberg.

Ole Rømer Aagaard Sandberg, född 29 december 1831 i Stavanger, död 19 december 1899 i Storhamar, var en norsk godsägare och politiker. Han var brorson till Ole Rømer Aagaard Sandberg och far till Ole Rømer Aagaard Sandberg.
Sandberg blev teologie kandidat 1854, men slog sig på lantbruk, köpte 1876 godset Storhamar i Vang, Hedemarken amt, och drev detta som mönsterbruk. Han var en flitig författare i lantbruksfrågor och utgav den socialpolitiska skriften Om fattigdommen (1869). Sandberg var ledamot av Stortingen 1868–1870 och 1874–